# Острво Норфок на Светском првенству у атлетици у дворани 2012.
Острво Норфок је трећи пут учествовало на Светском првенству у атлетици у дворани 2012. одржаном у Истанбулу од 9. до 11. марта. Репрезентацију Острва Норфок је представљао један такмичар, који се такмичио у трци на 60 метара.
Острво Норфок није освојило ниједну медаљу али је оборен лични рекорд.

## Учесници
Мушкарци:
- Dayne O'Hara — 60 м

## Резултати

### Мушкарци
| Атлетичар    | Дисциплина | Лични рекорд | Квалификација | Квалификација | Полуфинале           | Полуфинале           | Финале               | Финале       | Детаљи |
| Атлетичар    | Дисциплина | Лични рекорд | Резултат      | Место         | Резултат             | Место                | Резултат             | Место        | Детаљи |
| ------------ | ---------- | ------------ | ------------- | ------------- | -------------------- | -------------------- | -------------------- | ------------ | ------ |
| Dayne O'Hara | 60 м       |              | 7,75 ЛР       | 7. у гр. 3    | Није се квалификовао | Није се квалификовао | Није се квалификовао | 56 / 57 (61) |        |